# ESRBレイティング別対象ソフト一覧・AO (18歳未満提供禁止)
ESRBレイティング別対象ソフト一覧・AO (18歳未満提供禁止)（ESRBレイティングべつたいしょうソフトいちらん・AO 18さいみまんていきょうきんし）は、エンターテインメントソフトウェアレイティング委員会（ESRB）によるレイティングで「AO（18歳未満提供禁止）」とされたゲームソフトの一覧。

## 解説
エンターテインメントソフトウェアレイティング委員会 (ESRB) における「AO（18歳未満提供禁止）」は、CERO：Z（18才以上のみ対象）・ACB の「RC（審査拒否）」に相当するが、その大半は露骨な性表現を理由としている2016年1月時点において極めて強い暴力表現が原因で指定されたソフトは、『Thrill Kill』『Riana Rouge』『マンハント2』（Windows版）『Hatred』の4タイトルのみとなっており、犯罪行為が原因で指定されたソフトは存在しない。一方で、『Peak Entertainment Casinos』のようにギャンブル性の強さを理由に指定された作品もある。また、『Gods Unchained』と『Striker Manager 3』はいずれもブロックチェーンによる賞金制度が「実際の通貨を使用したギャンブル」にあたるとしてAO指定を受け、これら2作品を販売していたEpic Gamesがポリシーを変更して販売を継続できるようにした。
なお、各メーカー（マイクロソフト、任天堂、ソニー・コンピュータエンタテインメントを含む）は「AO」区分と判定された対応ソフトの販売は原則として認めず、大手流通のベスト・バイやウォルマートなどは取り扱わない方針を取っているほか、映像ストリーミングサービスのTwitchはこの区分に指定されたソフトの配信を禁じているため、流通および販売の面で不利となる。このこともあり、AO区分で発売されるソフトはM区分と比較して非常に少ない。特に、「AO」区分のまま流通される家庭用ソフトは1つもない（発売後に一時期だけAO区分に変更された『グランド・セフト・オート・サンアンドレアス』は、最初は「M」で発売されたために該当しない）。

## 一覧
- CEROの審査を受け、日本国内でも発売されているゲームには、タイトル名の前に該当のアルファベットを表記する。
- 『プリンス・オブ・ペルシャ ケンシノココロ』のような、機種別に表現の差異があるなどの理由で複数のレイティングが設定されているゲームに関しては、C D :のように並べて表記する。

| 英文字 | 対象年齢         | 背表紙帯色 |
| ------ | ---------------- | ---------- |
| A      | 全年齢対象       | 黒         |
| B      | 12歳以上対象     | 緑         |
| C      | 15歳以上対象     | 青         |
| D      | 17歳以上対象     | 橙         |
| Z      | 18歳以上のみ対象 | 赤         |

## 五十音順
※PC用アダルトゲームの場合、コンピュータソフトウェア倫理機構（ソフ倫）またはコンテンツ・ソフト協同組合（CSA）に審査が依頼されるため、CEROのZ（18才以上のみ対象）区分とはまた別のレイティングとして扱われる（CERO倫理規定（第7条 禁止表現 および 別表3）にて、性行為や局部など性に関する表現が禁止されているため、CEROの審査の対象外となる）。
- eden* PLUS+MOSAIC(日本製アダルトゲーム。なお、拡張データディスクのない通常版『eden*』はM指定。)
- ef - a fairy tale of the two.(日本製アダルトゲーム。)
- 下級生（日本製アダルトゲーム）
- Xchange（日本製アダルトゲーム）
- 使用中 〜W.C.〜（日本製アダルトゲーム）
- Snow Drop（日本製アダルトゲーム）
- ときめきCHEck in!（日本製アダルトゲーム）
- Lamento -BEYOND THE VOID-（日本製アダルトゲーム）
- 臨界点 〜クリティカル・ポイント〜（日本製アダルトゲーム）
- WET - The Sexy Empire
- All Nude Glamour
- All Nude Cyber
- All Nude Nikki
- Crystal Fantasy
- Cyber Photographer
- The Joy Of Sex
- Singles
- Thrill Kill（過度の暴力表現のためにAO区分に指定された数少ないソフト。発売中止となったが、その後ソフトのデータがネット上に流出した。）
- Hatred（露骨な性表現ではなく、過度の暴力表現のためにAO区分に指定された数少ないソフト[5]。）
- Peak Entertainment Casinos（過激な表現は含んでおらず、ギャンブル要素の強さからAO区分に指定された珍しいソフト[1]。）
- Playboy the Mansion: Private Party
- Playboy Screensaver :The Women Of Playboy
- Body Language
- Riana Rouge（過度の暴力表現のためにAO区分に指定された数少ないソフト。露骨な性表現も含まれている。）
- Leisure Suit Larry: Magna Cum Laude Uncut and Uncensored
- Lula 3D

「M」区分に変更されたソフト
- Z :グランド・セフト・オート・サンアンドレアス（当初は「M（17歳以上対象）」で発売されたが、露骨な性表現の存在が発覚したため、急遽AO区分に変更された[5]。その後、メーカーが該当箇所を削除したため、再びM区分に戻された。日本で発売されているのは、これらの規制を更に強めたものである。）

ハードによってレイティングが異なるソフト
- C :ファーレンハイト（ディレクターズ・カットのPC版のみ露骨な性表現があるため、AO区分に指定された。該当の表現を削除した通常版はM区分で発売されている。日本で発売されているのも、この通常版である。）
- マンハント2（PS2・PSP・Wii版は過度の暴力表現が原因でAO区分に指定されるが、メーカーが直ちに該当表現を修正したためM区分に変更された。一方、ダウンロード販売されているPC版は修正前のバージョンに近い内容になっているため、AO区分に指定された。ちなみにオランダやポルトガルではPS2・PSP・Wii版も無修正で発売されている。）